# 迦太基 (伊利诺伊州)
迦太基（英語：Carthage）位于伊利诺伊州西部，是漢考克郡的县治所在，人口约2,500（2020年）。
1844年，耶稣基督后期圣徒教会的创始人小约瑟夫·史密斯於迦太基監獄遇害。